# Andy Serkis
Andrew Clement Serkis, detto Andy (Londra, 20 aprile 1964), è un attore e regista britannico, famoso soprattutto per aver interpretato tramite motion capture Sméagol / Gollum nella trilogia de Il Signore degli Anelli e Cesare nella prima trilogia della serie reboot de Il pianeta delle scimmie.

## Biografia
Di origine armena da parte del padre, è diventato celebre grazie alla sua interpretazione del personaggio di Gollum/Sméagol nella trilogia cinematografica de Il Signore degli Anelli; Serkis, infatti, ha interpretato il personaggio nella versione originale inglese dei tre film, tramite la tecnologia del motion capture. La voce che Serkis ha deciso di usare per il suo personaggio è stata basata, per stessa ammissione dell'attore, su alcuni suoni dei suoi gatti. L'interpretazione di Serkis è stata acclamata dalla critica e ha ottenuto diversi riconoscimenti, tra cui un MTV Movie Awards per la "miglior performance virtuale". Nonostante molti critici avessero espresso il desiderio di vedere Serkis candidato al Premio Oscar per l'interpretazione di Gollum, l'attore non ricevette tale candidatura.
Sempre sotto la guida del regista Peter Jackson ha donato le sue movenze al personaggio di King Kong nel remake del 2005, nel quale interpreta anche il ruolo "in carne ed ossa" dell'eccentrico cuoco Lumpy. Nel 2006 interpreta Alley nel film The Prestige. Ha interpretato il capo di Jennifer Garner in 30 anni in 1 secondo e ha dato la voce a Titti nei cartoni animati americani. Nel 2008 ha recitato nel film TV Il mio amico Einstein, nel ruolo del celebre scienziato tedesco Albert Einstein. Nel 2009 ha preso parte a Inkheart - La leggenda di cuore d'inchiostro, tratto dal romanzo Cuore d'inchiostro di Cornelia Funke, interpretando il ruolo di Capricorno, l'antagonista della storia. Un altro ruolo da antagonista è stato quello dell'ambiguo personaggio di William "Bill" Sikes. È stato anche l'acclamato doppiatore di punta del gioco di ruolo Risen. Successivamente interpreta "Cesare" nel film L'alba del pianeta delle scimmie, reboot della serie cinematografica tratta dal romanzo del 1963 Il pianeta delle scimmie, di Pierre Boulle.
Nel 2012 torna nei panni di Gollum/Sméagol ne Lo Hobbit - Un viaggio inaspettato. Per questo film e per i due sequel, Lo Hobbit - La desolazione di Smaug e Lo Hobbit - La battaglia delle cinque armate, Serkis è stato anche ingaggiato come regista di seconda unità. Nel 2014 Serkis riprende il ruolo della scimmia Cesare nel sequel de L'alba del pianeta delle scimmie, intitolato Apes Revolution - Il pianeta delle scimmie. Inoltre viene assunto dai Marvel Studios per essere il consulente di Mark Ruffalo e di James Spader per le loro interpretazioni rispettivamente di Hulk e di Ultron nel film Avengers: Age of Ultron: nello stesso film Serkis interpreta il mercenario Ulysses Klaue. Successivamente interpreta il temibile Leader Supremo Snoke nella trilogia sequel della saga fantascientifica di Guerre stellari, intitolati Star Wars - Il risveglio della Forza, Star Wars - Gli ultimi Jedi e Star Wars - L'ascesa di Skywalker. Nel 2017 interpreta per l'ultima volta il ruolo della scimmia Cesare nell'ultimo film della trilogia reboot, The War - Il pianeta delle scimmie.
Esordisce alla regia nel 2017 con il dramma Ogni tuo respiro, interpretato da Andrew Garfield. Nel 2018 Serkis riprende nuovamente il ruolo del villain Ulysses Klaue nel film Black Panther, mentre in seguito interpreta l'orso Baloo nel film da lui diretto, Mowgli - Il figlio della giungla. Nel 2020 ottiene il ruolo di Alfred Pennyworth, il fedele maggiordomo di Bruce Wayne, nel film The Batman (diretto da Matt Reeves), uscito nelle sale il 3 marzo 2022. Nel 2021 dirige il sequel Venom - La furia di Carnage. Tra il 2021 e il 2022 vengono annunciate altre sue due regie: un nuovo adattamento animato del classico La fattoria degli animali di George Orwell, e un film tratto dal romanzo La casa del gigante di Elizabeth McCracken. Nel 2024 ha ottenuto anche il ruolo del malvagio dio dei simbionti Knull nel film Venom: The Last Dance, diretto da Kelly Marcel, uscito nelle sale il 25 ottobre dello stesso anno.

### The Imaginarium Studios
Nel 2011, Serkis ha fondato The Imaginarium Studios con il produttore cinematografico Jonathan Cavendish, una società con sede a Ealing, Londra, che ha lo scopo d'inventare dei personaggi digitali credibili ed emotivamente coinvolgenti utilizzando la tecnologia Performance Capture, in cui Serkis è specializzato. Il 20 ottobre 2012, lo studio ha acquisito i diritti del romanzo The Bone Season di Samantha Shannon e l'adattamento in motion capture di Animal Farm.

### Vita privata
Dal luglio 2002 è sposato con l'attrice Lorraine Ashbourne da cui ha avuto tre figli: Ruby (1998), Sonny (2000) e Louis (2004). Si dichiara ateo sin dalla sua adolescenza, sebbene cresciuto in una famiglia cattolica.

## Filmografia

### Attore

#### Cinema

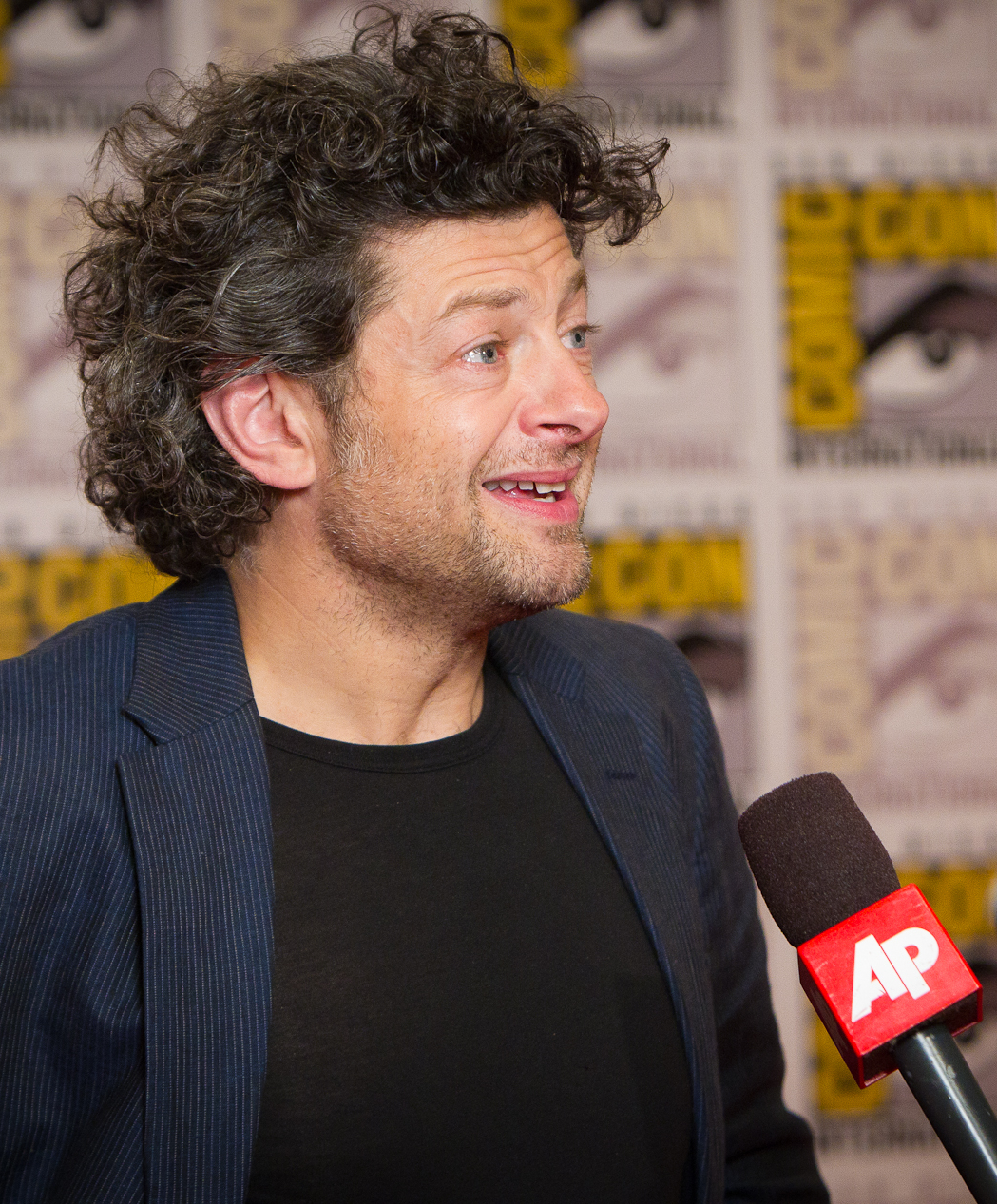
Andy Serkis al San Diego Comic-Con International 2011

- Ragazze (Career Girls), regia di Mike Leigh (1997)
- Soho (Mojo), regia di Jez Butterworth (1997)
- Topsy-Turvy - Sotto-sopra (Topsy-Turvy), regia di Mike Leigh (1999)
- Shiner, regia di John Irvin (2000)
- Il Signore degli Anelli - La Compagnia dell'Anello (The Lord of the Rings: The Fellowship of the Ring), regia di Peter Jackson (2001)
- L'uomo senza legge (The Escapist) regia di Gillies MacKinnon (2002)
- Deathwatch - La trincea del male (Deathwatch), regia di M. J. Bassett (2002)
- 24 Hour Party People, regia di Michael Winterbottom (2002)
- Il Signore degli Anelli - Le due torri (The Lord of the Rings: The Two Towers), regia di Peter Jackson (2002)
- Il Signore degli Anelli - Il ritorno del re (The Lord of the Rings: The Return of the King), regia di Peter Jackson (2003)
- Standing Room Only, regia di Deborra-Lee Furness (2003)
- Blessed - Il seme del male (Blessed), regia di Simon Fellows (2004)
- 30 anni in 1 secondo (13 Going on 30), regia di Gary Winick (2004)
- King Kong, regia di Peter Jackson (2005)
- Stories of Lost Souls, registi vari (2005)
- Alex Rider: Stormbreaker, regia di Geoffrey Sax (2006)
- The Prestige, regia di Christopher Nolan (2006)
- Sugarhouse, regia di Gary Love (2007)
- Extraordinary Rendition, regia di Jim Threapleton (2007)
- The Cottage, regia di Paul Andrew Williams (2008)
- Inkheart - La leggenda di cuore d'inchiostro (Inkheart), regia di Iain Softley (2008)
- Sex & Drugs & Rock & Roll, regia di Mat Whitecross (2010)
- Brighton Rock, regia di Rowan Joffe (2010)
- Ladri di cadaveri - Burke & Hare (Burke and Hare), regia di John Landis (2010)
- Death of a Superhero, regia di Ian Fitzgibbon (2011)
- Wild Bill, regia di Dexter Fletcher (2011)
- Le avventure di Tintin - Il segreto dell'Unicorno (The Adventures of Tintin: The Secret of the Unicorn), regia di Steven Spielberg (2011)
- L'alba del pianeta delle scimmie (Rise of the Planet of the Apes), regia di Rupert Wyatt (2011)
- Lo Hobbit - Un viaggio inaspettato (The Hobbit: An Unexpected Journey), regia di Peter Jackson (2012)
- Apes Revolution - Il pianeta delle scimmie (Dawn of the Planet of the Apes), regia di Matt Reeves (2014)
- Avengers: Age of Ultron, regia di Joss Whedon (2015)
- Star Wars - Il risveglio della Forza (Star Wars: The Force Awakens), regia di J. J. Abrams (2015)
- The War - Il pianeta delle scimmie (War for the Planet of the Apes), regia di Matt Reeves (2017)
- Star Wars - Gli ultimi Jedi (Star Wars: The Last Jedi), regia di Rian Johnson (2017)
- Black Panther, regia di Ryan Coogler (2018)
- Non succede, ma se succede... (Long Shot), regia di Jonathan Levine (2019)
- SAS - L'ascesa del Cigno Nero (SAS: Red Notice), regia di Magnus Martens (2021)
- The Batman, regia di Matt Reeves (2022)
- Luther: Verso l'inferno (Luther: The Fallen Sun), regia di Jamie Payne (2023)
- Venom: The Last Dance, regia di Kelly Marcel (2024)

#### Televisione
- Il mio amico Einstein  (Einstein and Eddington), regia di Philip Martin - film TV (2008)
- Little Dorrit - miniserie TV (2008)
- A Christmas Carol - miniserie TV, 3 episodi (2019)
- Lettera al re (Letter for the King) - miniserie TV, 6 puntate (2020)
- Andor - serie TV, episodi 1x08-1x09-1x10 (2022)

### Doppiatore
- Il Signore degli Anelli: Il ritorno del re (The Lord of the Rings: The Return of the King) - videogioco (2003)
- I Simpson (The Simpsons) - serie TV, episodio 14x18 (2003)
- Il Signore degli Anelli: La battaglia per la Terra di Mezzo (The Lord of the Rings: The Battle for Middle-earth) - videogioco (2004)
- Peter Jackson's King Kong: The Official Game of the Movie - videogioco (2005)
- Il Signore degli Anelli: La battaglia per la Terra di Mezzo 2: L'ascesa del Re stregone (The Lord of the Rings: The Battle for Middle-earth II: The Rise of the Witch-king) - videogioco (2006)
- Giù per il tubo (Flushed Away), regia di David Bowers e Sam Fell (2006)
- Heavenly Sword - videogioco (2007)
- Risen - videogioco (2009)
- Enslaved: Odyssey to the West - videogioco (2010)
- Il figlio di Babbo Natale (Arthur Christmas), regia di Sarah Smith (2011)
- LEGO Lo Hobbit (Lego The Hobbit) - videogioco (2014)
- Mowgli - Il figlio della giungla (Mowgli), regia di Andy Serkis (2018)
- Star Wars - L'ascesa di Skywalker (Star Wars: The Rise of Skywalker), regia di J. J. Abrams (2019)
- What If...? – serie animata (2021)
- Clair Obscur: Expedition 33 - videogioco (2025)

### Regista
- Ogni tuo respiro (Breathe, 2017)
- The Ruins of Empires - film TV (2018)
- Mowgli - Il figlio della giungla (Mowgli, 2018)
- Venom - La furia di Carnage (Venom: Let There Be Carnage, 2021)

#### Regista di seconda unità
- Heavenly Sword - videogioco (2007)
- Lo Hobbit - Un viaggio inaspettato (The Hobbit: An Unexpected Journey), regia di Peter Jackson (2012)
- Lo Hobbit - La desolazione di Smaug (The Hobbit: The Desolation of Smaug), regia di Peter Jackson (2013)
- Lo Hobbit - La battaglia delle cinque armate (The Hobbit: The Battle of Five Armies), regia di Peter Jackson (2014)

### Produttore
- Sex & Drugs & Rock & Roll, regia di Mat Whitecross (2010)
- Il rituale (The Ritual), regia di David Bruckner (2017)
- Chi segna vince (Next Goal Wins), regia di Taika Waititi (2023)

## Teatro
- Faust, di Johann Wolfgang von Goethe, regia di David Freeman. Lyric Theatre, Hammersmith di Londra (1988)
- Macbeth, di William Shakespeare, regia di Braham Murray. Royal Exchange Theatre di Manchester (1988)
- Ella si umilia per vincere, di Oliver Goldsmith, regia di James Maxwell. Royal Exchange Theatre di Manchester (1990)
- Your Home in the West, di Rod Wooden, regia di Braham Murray. Royal Exchange Theatre di Manchester (1991)
- Doctor Heart, di Peter Muller, regia di Braham Murray. Royal Exchange Theatre di Manchester (1991)
- Hush, di April De Angelis, regia di Max Stafford-Clark. Royal Court Theatre di Londra (1992)
- Re Lear, di William Shakespeare, regia di Max Stafford-Clark. Royal Court Theatre di Londra (1993)
- Resti Umani Non Identificati e la Vera Natura dell'Amore, di Brad Fraser, regia di Braham Murray. Royal Exchange Theatre di Manchester (1995)
- Hurlyburly, di David Rabe, regia di Wilson Milam. Old Vic di Londra (1996)
- Otello, di William Shakespeare, regia di Braham Murray. Royal Exchange Theatre di Manchester (2002)

## Riconoscimenti
- Empire Awards
  - 2003 – Candidatura al Miglior attore britannico per Il Signore degli Anelli – Le due torri
  - 2004 – Miglior attore britannico per Il Signore degli Anelli – Il ritorno del re
  - 2010 – Inspiration Award
  - 2012 – Candidatura al Miglior attore per L'alba del pianeta delle scimmie
- MTV Movie Awards
  - 2003 – Miglior performance di gruppo per Il Signore degli Anelli – Le due torri
  - 2003 – Miglior performance virtuale per Il Signore degli Anelli – Le due torri
  - 2006 – Candidatura Miglior combattimento per King Kong
  - 2016 – Candidatura Miglior performance virtuale per Star Wars: Il risveglio della Forza
- Saturn Award
  - 2002 – Miglior attore non protagonista per Il Signore degli Anelli – Le due torri
  - 2003 – Candidatura al Miglior attore non protagonista per Il Signore degli Anelli – Il ritorno del re
  - 2011 – Miglior attore non protagonista per L'alba del pianeta delle scimmie
  - 2014 – Candidatura al Miglior attore non protagonista per Apes Revolution – Il pianeta delle scimmie

## Doppiatori italiani
Nelle versioni in italiano delle opere in cui ha recitato, Andy Serkis è stato doppiato da:
- Francesco Vairano ne Il Signore degli Anelli - La Compagnia dell'Anello[20] (Gollum), Il Signore degli Anelli - Le due torri,[20] Il Signore degli Anelli - Il ritorno del re,[20][21] Lo Hobbit - Un viaggio inaspettato[20]
- Massimo Corvo in Apes Revolution - Il pianeta delle scimmie,[20] Star Wars - Il risveglio della Forza,[20] The War - Il pianeta delle scimmie,[20] Star Wars - Gli ultimi Jedi[20]
- Pino Insegno in Inkheart - La leggenda di cuore d'inchiostro, Ladri di cadaveri - Burke & Hare, L'alba del pianeta delle scimmie[20]
- Francesco Pannofino in The Prestige, Il mio amico Einstein
- Ermanno Ribaudo in Avengers: Age of Ultron, Black Panther
- Dario Oppido in The Batman, Venom: The Last Dance
- Massimo Lodolo in Soho
- Gianluca Tusco in Shiner
- Saverio Indrio in L'uomo senza legge
- Alessandro D'Errico in 24 Hour Party People
- Enzo Avolio in Deathwatch - La trincea del male
- Sergio Di Giulio in 30 anni in 1 secondo
- Nino Prester in King Kong
- Paolo Marchese in Non succede, ma se succede...
- Antonio Sanna in Lettera al re
- Stefano Mondini in SAS - L'ascesa del Cigno Nero
- Fabrizio Pucci in Andor
- Franco Mannella in Luther: Verso l'inferno

Da doppiatore è sostituito da:
- Carlo Baccarini in Il Signore degli Anelli - La Compagnia dell'Anello (Re Stregone di Angmar)
- Francesco Vairano in Il Signore degli Anelli - La Compagnia dell'Anello (Khamul)
- Roberto Draghetti in Giù per il tubo
- Francesco Pannofino in Le avventure di Tintin - Il segreto dell'Unicorno[20]
- Saverio Indrio in Il figlio di Babbo Natale
- Massimo Corvo in Star Wars: L'ascesa di Skywalker
- Fabrizio Pucci in Mowgli - Il figlio della giungla[20]
- Ermanno Ribaudo in What If...?